# معترش

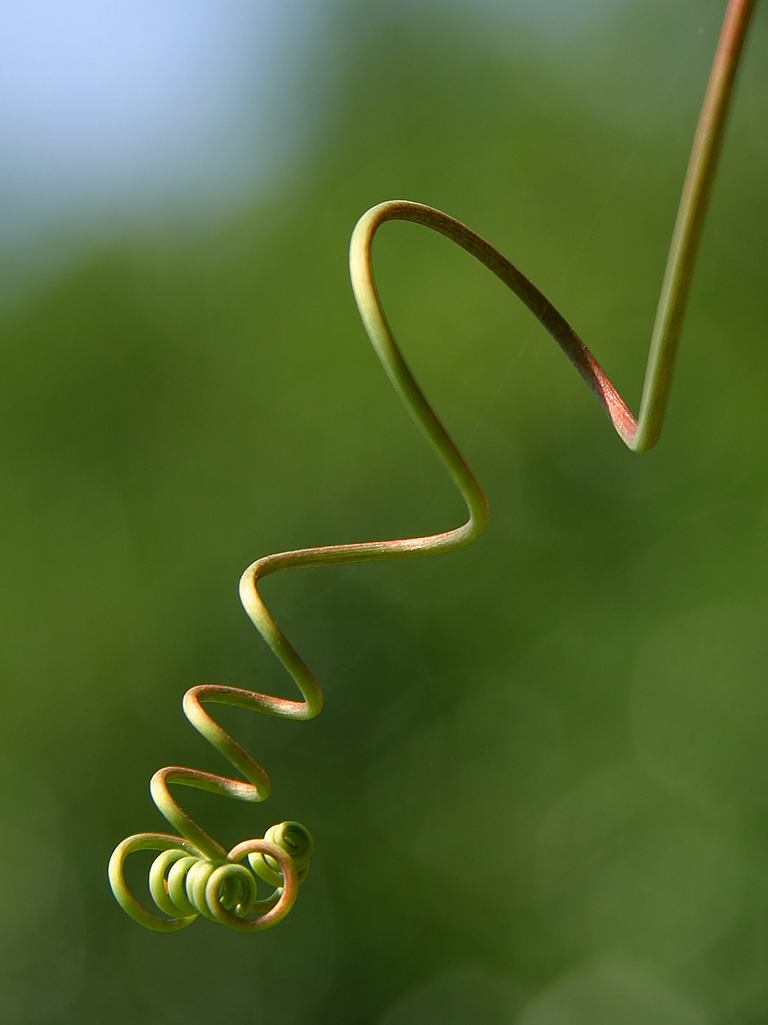
محلاق

النبات المتسلق أو المعترش أو المدادة هو نبات ضعيف لا تقوى سوقه على النمو رأسياً بمفردها لذلك تتسلق بطريقة ما على جسم يجاورها مثل جذوع الأشجار أو الأسوار أو لترتفع وتصل إلى ضوء الشمس كما في حالة المتسلقات، أو تمتد بالساق زاحفة على الأرض في حالة المدادات. تستعمل هذه النباتات محاليق لولبية تلتف للتشبث بالأجسام الأخرى.

## من أمثلتها

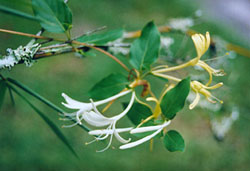
العسلة اليابانية

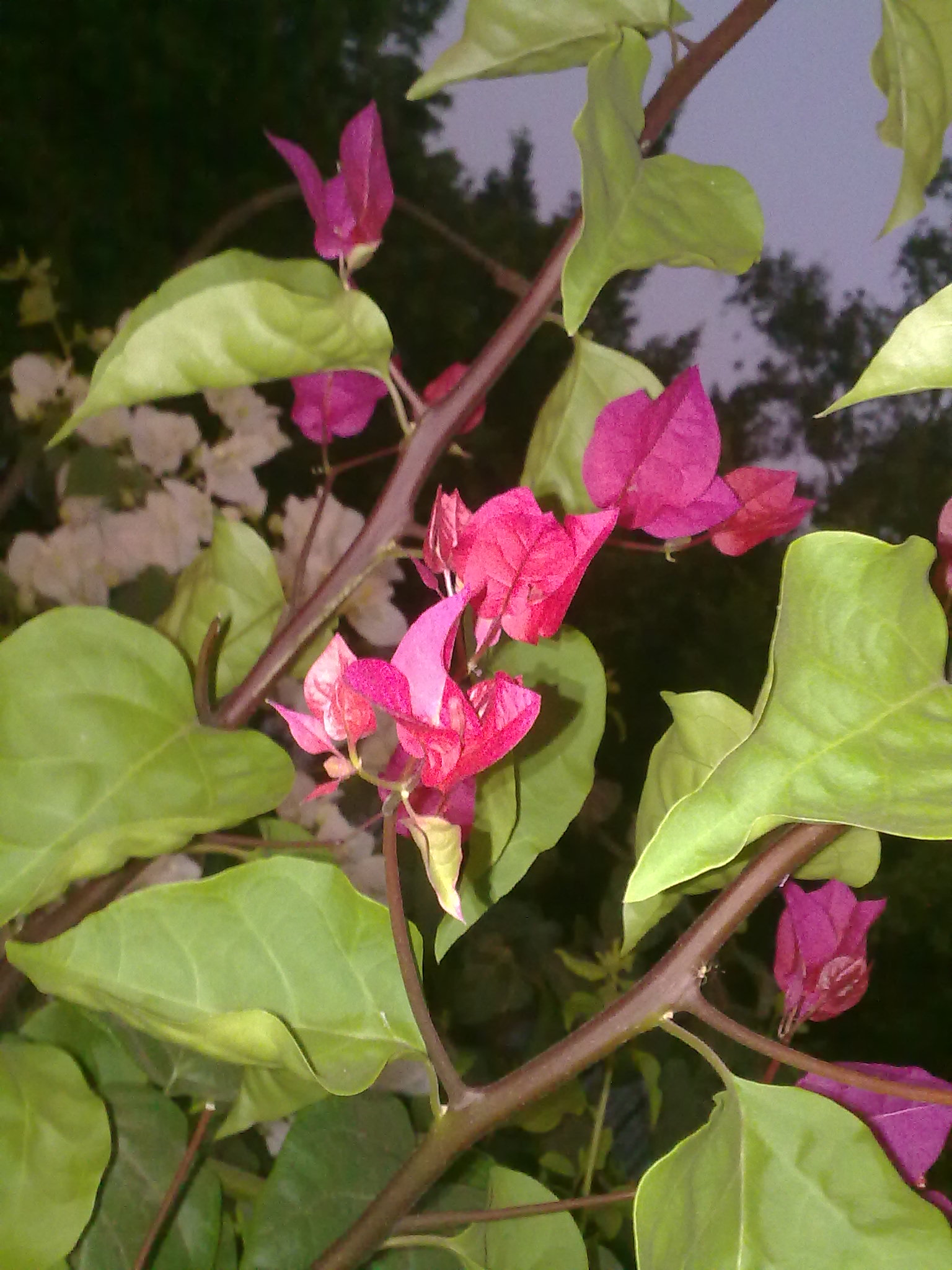
نبات الجهنمية

### نباتات زينة
- الياسمين البلدي Jasminus giandiflorum
- ياسمين أصفر jasminum primulinum
- العسلة اليابانية Lonicera japonica
- ست الحسن Ipomaea palmate
- شيخة مضلعة Senecio angulatus
- الأنتيغون Antigonon leptopus
- طربوش الملك Clerodendron splendens
- كيكوال هندي Quisqualis indica
- الجهنمية (المجنونة) Bougainvillaea glabra
- هيدرا Hedra helix

### خضراواتوفواكه
تعتبر كثير من نباتات الفصيلة القرعية مدادات مثل:
- خيار
- شمام
- البطيخ
- القرع
- فاصوليا

من الفصائل الأخرى:
- العنب
- اللبلاب

## زراعة المتسلقات
تنمو المتسلقات في جميع أنواع الترب. ينصح بتسميد المتسلقات النفضية قبل خروج البراعم بنحو شهر وتسمد مستديمة الخضرة قبل بدء تزهيرها بنحو شهر.
ومن المفيد التأكد من زراعة متسلقات متساقطة الأوراق على واجهات الاستراحات والمقاصف وعدم زراعة الشوكية منها بجوار المداخل وعلى جوانب الطرقات، ويفضل أن تكون مستديمة الخضرة عند زراعتها لتغطية جدار قديم أو لتغطية سور مثلاً.
تتصف معظم نباتات المتسلقات بنموها الغزير والكبير وشدة التفرع وعليه فيجب تحقيق نوع من التوازن بين المجموع الخضري والمجموع الجذري. وتعد عملية التقليم من العمليات الضرورية والهامة لتحقيق هذا التوازن.
وهكذا يستحسن تقليم جميع الأفرع الجانبية إذا كان الهدف تسلق النبات وصعوده لارتفاعات عالية، على أن يؤدي التقليم لمنع تزاحم الأفرع وتشابكها وتوزعها بانتظام.
ويمكن تجديد نمو المتسلقات بقطعها على ارتفاع نصف متر فوق سطح الأرض في شهر شباط على أن يوضع السماد البلدي في حفرة جانبية ومن ثم العناية بالري والتقليم.

## تقليم المتسلقات
يجرى التقليم وقت سكون العصارة لدى متساقطات الأوراق وأفضله في نهاية كانون ثاني وحتى منتصف شباط لنضمن مر وانتهاء البرد. وبالنسبة للنباتات دائمة الخضرة فيجري التقليم قبل موعد تفتح الأزهار بنحو شهرين، وتحتاج هذه الأخيرة لعملية تقليم ثانية بعد تمام الإزهار للتخلص من الثمار. وبالنسبة لهذه المستديمة الخضرة يكون التقليم في الخريف للنباتات التي تزهر في الربيع ويكون في الخريف لتلك التي تزهر في الصيف.
يساعد التقليم في التخلص من الأفرع الجانبية والمسنة والميتة وافساح المجال لنمو أفرع جديدة، كما ويهدف التقليم إلى تحسين هيكل الشجرة وإدخال الشمس لداخلها وإلى تشجيع نمو البراعم الجانبية وإلى التخلص من الثمار حتى لا تأخذ كميات كبيرة من المواد الغذائية المصنعة.